# Rockstars
«Rockstars» (с англ. — «Рокзвезды») — песня немецкого певца Малика Харриса, с которой он представил Германию на конкурсе песни «Евровидение-2022».

## Информация о песне
По словам Харриса, "Rockstars" была написана после того, как Харрис посмотрел свой любимый эпизод сериала Офис. Цитата персонажа Энди Бернарда: "Хотел бы я, чтобы был способ узнать, что ты в старые добрые времена, прежде чем ты их покинешь", вдохновила бы Харриса на песню".

## Евровидение

### Национальный отбор
Песня была одним из участников национального отбора «Germany 12 Points». Песня одержала победу в отборе.

### На «Евровидении»
Ввиду того, что Германия является одним из членов «Большой пятёрки», то страна автоматически проходит в финал. В финале Германия заняла последнее место с 6 очками.

## Чарты
| Чарты (2022)                              | Высшая позиция |
| ----------------------------------------- | -------------- |
| Австрия (Ö3 Austria Top 40)               | 44             |
| Германия (GfK)                            | 8              |
| Lithuania (AGATA)                         | 27             |
| Netherlands (Single Tip)                  | 27             |
| Sweden Heatseeker (Sverigetopplistan)     | 8              |
| Швейцария (Schweizer Hitparade)           | 68             |
| Великобритания (OCC UK Singles Downloads) | 36             |